# إيزيدورو دياز لوبيز
إيزيدورو دياز لوبيز هو عسكري وسياسي برازيلي، ولد في 30 يونيو 1865 في Dom Pedrito ‏ في البرازيل، وتوفي في 27 مايو 1949 في ريو دي جانيرو في البرازيل.